# Axinaea tomentosa
Axinaea tomentosa är en tvåhjärtbladig växtart som beskrevs av Célestin Alfred Cogniaux. Axinaea tomentosa ingår i släktet Axinaea och familjen Melastomataceae. Inga underarter finns listade i Catalogue of Life.